# Mierzanowo
Mierzanowo – wieś sołecka w Polsce, w województwie mazowieckim, w powiecie ciechanowskim, w gminie Grudusk.
| SIMC    | Nazwa              | Rodzaj    |
| ------- | ------------------ | --------- |
| 0115660 | Mierzanowo-Kolonia | część wsi |

W latach 1975–1998 miejscowość administracyjnie należała do województwa ciechanowskiego.
W 1806 roku w Mierzanowie urodził się Józef Czapski, a w 1867 roku prezydent Rzeczypospolitej Polskiej Ignacy Mościcki.
W czasie okupacji niemieckiej mieszkająca we wsi rodzina Pajewskich udzieliła pomocy Żydowi Israelowi Golos. W 1990 roku Instytut Jad Waszem podjął decyzję o przyznaniu Stanisławowi, Marii, Tadeuszowi i Wiktorii Pajewskim tytułu Sprawiedliwych wśród Narodów Świata.